# Romano Fenati

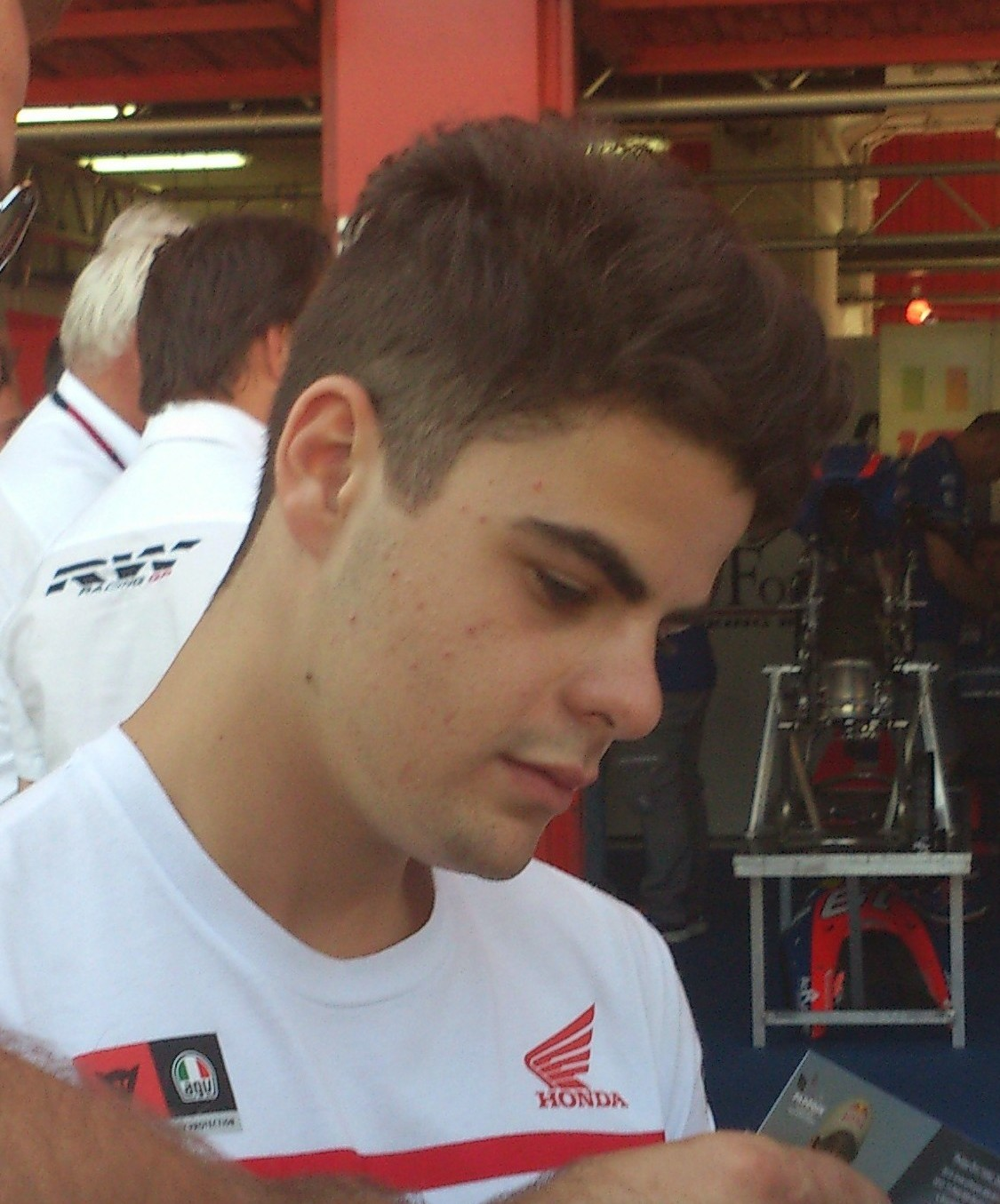
Romano Fenati 2013.

Romano Fenati, född 15 januari 1996 i Ascoli Piceno, är en italiensk roadracingförare som mellan 2012 och 2018 tävlat i världsmästerskapen i Grand Prix Roadracing. Han deltog i klasserna Moto3 och Moto2. Fenati vann nio Grand Prix i Moto3-klassen. Hans bästa säsong var 2017 då han blev VM-tvåa i Moto3.

## Tävlingskarriär

### Moto3
Fenati gjorde VM-debut i Moto3-klassen Roadracing-VM 2012 i Qatar där han oväntat blev tvåa. Första segern kom redan i nästa Grand Prix, Spaniens GP på Jerezbanan. Fenati körde 2012 för Team Italia FMI, ett team sponsrat av det italienska motorcykelförbundet, på en FTR Honda. Han tog ytterligare två pallplatser och blev sexa i VM. Roadracing-VM 2013 fortsatte Fenati i samma team. FTR Honda var dock inte en konkurrenskraftig motorcykel och resultaten blev sämre än 2012.

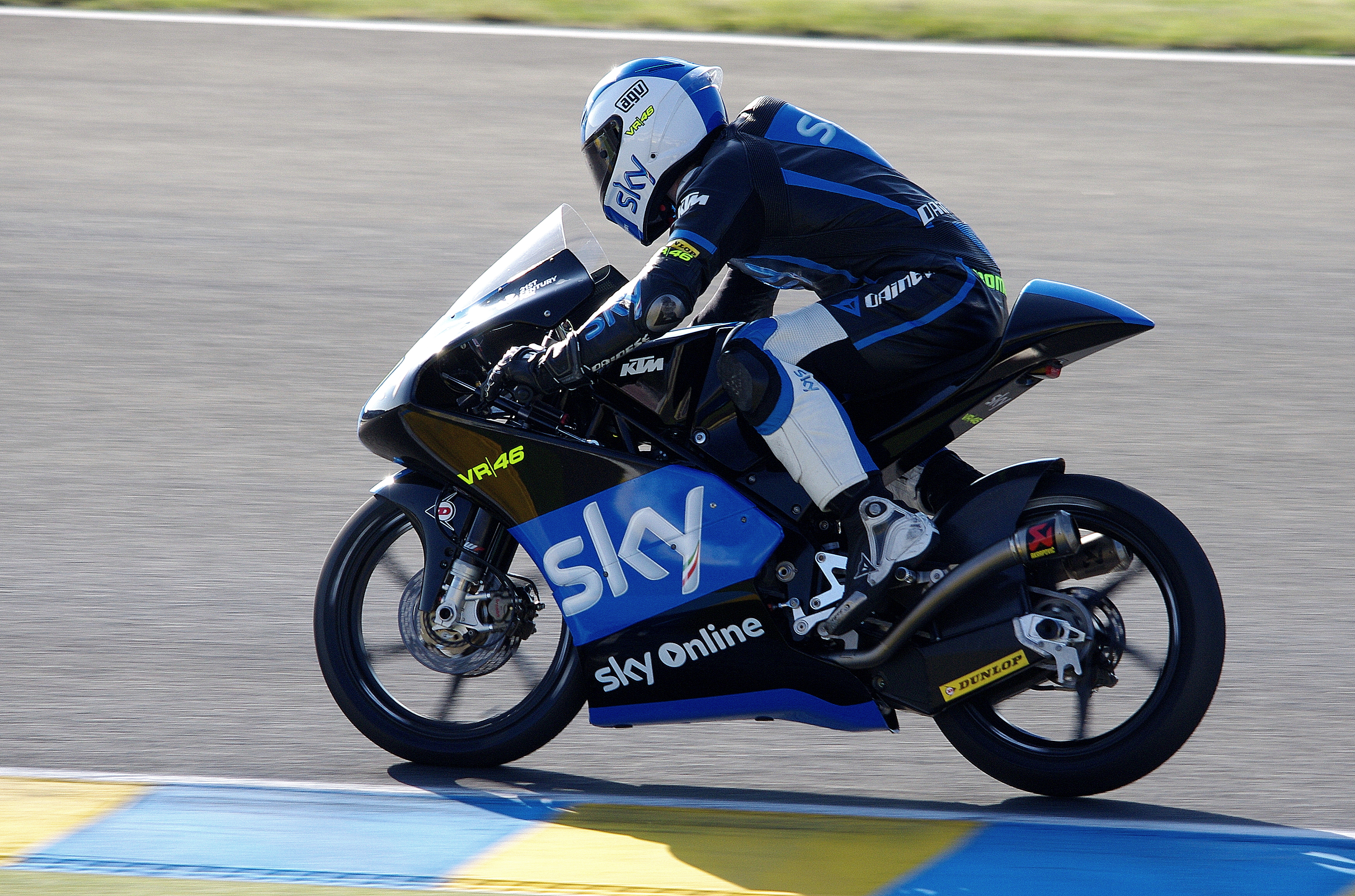
Fenati 2014.

Säsongen 2014 körde Fenati för Valentino Rossis nystartade team Sky Racing Team VR46 på en KTM. Han vann fyra Grand Prix men gjorde också många sämre resultat och blev femma i VM. Fenati fortsatte i samma team 2015 och kom på fjärde plats i VM. Han vann ett GP. Även 2016 körde Fenati för VR46. Han vann ett GP men fick sparken från teamet efter halva säsongen då han låg trea i VM. Orsaken sades vara att han inte följt teamets interna regler. Roadracing-VM 2017 återkom Fenati till Moto3-klassen, där han körde en Honda för Marinelli Rivacold Snipers-teamet. Fenati körde mycket mer stabilt än tidigare och tog tre segrar och fem andraplatser på sin väg till andraplatsen i VM. Han var den som längst utmanade Joan Mir.

### Moto2
Till säsongen 2018 flyttade Fenati upp till Moto2 där han körde en Kalex för Marinelli Rivacold Snipers. Efter 11 av 18 race hade han tagit poäng två gånger. Det räckte dock till att vara näst bästa nykomling så långt. Säsongen tog ett abrupt slut för Fenati i San Marinos Grand Prix. Efter en hård körning mellan Fenati och Stefano Manzi hämnades Fenati genom att klämma åt handtaget till Manzis frambroms. Eftersom hastigheten var över 200 km/h var det mycket farligt. Manzi lyckades dock hålla sig på hjulen. Fenati diskvalificerades och stängdes av i två Grand Prix. Fenatis osportsliga och farliga uppträdande upprörde dock många. Han fick dagen efter racet sparken från sitt team och även från Forward Racing som hans skulle köra för 2019. Italienska motorcykelförbundet (FMI) drog också in hans tävlingslicens.

### Åter i Moto3
Efter avtjänad avstängning fick Fenati trots allt möjligheten att köra Roadracing-VM 2019 i Moto3-klassen för VNE Snipers på en Honda. Efter en svag inledning av säsongen vann Fenati Österrikes Grand Prix.

## Framskjutna placeringar
Uppdaterad till 2021-05-03.
| Nr | Grand Prix     | År   |
| -- | -------------- | ---- |
| 1  | Spanien        | 2012 |
| 2  | Argentina      | 2014 |
| 3  | Spanien        | 2014 |
| 4  | Italien        | 2014 |
| 5  | Aragonien      | 2014 |
| 6  | Frankrike      | 2015 |
| 7  | Amerika        | 2016 |
| 8  | Amerika        | 2017 |
| 9  | San Marino     | 2017 |
| 10 | Österrike      | 2019 |
| 11 | Emilia-Romagna | 2020 |

| Nr | Grand Prix   | År   |
| -- | ------------ | ---- |
| 1  | Qatar        | 2012 |
| 2  | Italien      | 2012 |
| 3  | Amerika      | 2014 |
| 4  | Indianapolis | 2014 |
| 5  | Frankrike    | 2016 |
| 6  | Spanien      | 2017 |
| 7  | Katalonien   | 2017 |
| 8  | TT Assen     | 2017 |
| 9  | Tyskland     | 2017 |
| 10 | Tjeckien     | 2017 |
| 11 | Spanien      | 2021 |

| Nr | Grand Prix | År   |
| -- | ---------- | ---- |
| 1  | San Marino | 2012 |
| 2  | Italien    | 2015 |
| 3  | Aragonien  | 2015 |